# Ibrahim Nishwan
Ibrahim Nishwan, född 12 juni 1997, är en maldivisk simmare.
Nishwan tävlade för Maldiverna vid olympiska sommarspelen 2016 i Rio de Janeiro, där han blev utslagen i försöksheatet på 50 meter frisim.